# Tarif de première nécessité
Pour les articles homonymes, voir TPN.
Le tarif de première nécessité (TPN) était, en France, un droit sous conditions de ressources qui permet d'obtenir une réduction sur l'abonnement et sur la consommation d'électricité des 100 premiers kWh par mois. La réduction est de 40, 50 ou 60 % au prorata du nombre de personnes vivant dans le foyer.
Il a été créé par l'article 4 de la loi du 10 février 2000 relatif à la modernisation et au développement du service public de l'électricité. La forme et les conditions d'obtention de ce tarif sont définies par le décret du 8 avril 2004, modifié par le décret du 26 juillet 2006 et l'arrêté du 5 août 2008.

## Historique
Cette aide est financée par la contribution au service public de l'électricité (CSPE), prélevée directement sur les factures d'électricité de tous les clients. 
Ce tarif est en place depuis janvier 2005 et est valable pour un an renouvelable. L'attribution de cette aide est gérée par le prestataire Xerox Global Services sur la base d'une liste des personnes, communiquée par la Sécurité sociale. Chaque année, cette société adresse par courrier à chaque personne concernée un formulaire papier qu'elle peut retourner dûment rempli avec ses identifiants client. Après vérification par le service TPN, l'aide est accordée ou prolongée par le fournisseur d’électricité.
Fin 2010, bien que 2,5 millions de foyers puissent y prétendre, seuls 600 000 en bénéficient.
Fin août 2014, les tarifs sociaux de l'énergie, TPN et TSS, bénéficiaient respectivement à 2 600 000 et 800 000 foyers. En décembre 2014, ils étaient 2,7 millions de foyers à bénéficier des tarifs sociaux TPN et TSS
Au 1er janvier 2018, le tarif de première nécessité (de même que le tarif spécial de solidarité sur le gaz) est remplacé par le chèque énergie. Il est accordé une fois par an de façon automatique selon les informations fournies à l'administration fiscale.

## Conditions d'attribution
Pour y accéder le ménage doit :
- avoir un quotient social[7] inférieur ou égal au plafond de ressources de la CMU-C (7 611,36 € pour une personne seule au 1er juillet 2010) ;
- faire une demande d'aide au même nom que la facture[1].

Un courrier est envoyé automatiquement par la sécurité sociale. Si le courrier n'est pas reçu, la personne doit envoyer un courrier à sa caisse d'assurance maladie pour demander une notification d'éligibilité au TPN. Puis suivre les démarches indiquées. Une fois la demande envoyée, le service social d'EDF effectue le changement. Il peut être observé sur la facture.
En réalité, depuis 2011 ce n'est plus la Sécurité sociale qui assure le service mais une société prestataire, XGS qui exploite les données transmises par la Sécurité sociale.
Depuis le 6 mars 2012, la procédure d'attribution est entièrement automatique. Il s'agit du croisement des fichiers d'adresses entre la CPAM et le fournisseur d'électricité. En cas de doute administratif, le bénéficiaire recevra le formulaire classique de demande. Quoi qu'il en soit, un courrier est envoyé systématiquement, même en cas de renouvellement de ce droit.